# Wilhelm Jaeger (Künstler)
Wilhelm Jaeger (* 5. Januar 1941 in Zürich) ist ein Schweizer Künstler.

## Leben
Als Einzelkind wuchs Wilhelm Jaeger in Zürich auf. Unter Anleitung des Grossvaters entstanden um 1953 die ersten Ölbilder. Wilhelm Jaeger besuchte den Vorkurs an der Kunstgewerbeschule in Zürich beim Bildhauer Ernst Gubler, danach als Hospitant den Unterricht bei Ernst Gubler und Heinrich Müller. Wilhelm Jaeger liess sich von 1959 bis 1962 an der Textilfachschule in Zürich zum Textilzeichner ausbilden. Er wurde von Johannes Itten in Farben- und Formenlehre und in Tuschmalerei nach japanischer Tradition unterrichtet. Es folgten Studienreisen nach Griechenland und Ravenna. In Como besuchte er Kurse, in denen er Kopien nach alten Gemälden malte. Er zeichnete und malte nach der Natur, nach der Architektur, der Ornamentik und aus seiner Vorstellung heraus. Seinen Lebensunterhalt verdiente er mit Textilentwürfen und wurde dabei von seiner späteren Frau, Doris Kürner, unterstützt. Jaeger und Kürner unternahmen Studienreisen nach Italien, Griechenland und Tunesien. Wilhelm Jaeger war mit Doris Kürner von 1965 bis 1975 verheiratet.
1972 kehrte Wilhelm Jaeger nach Zürich zurück, wo er bis 1989 an der Kunstgewerbeschule ein Lehramt übernahm. Er unterrichtete Farben- und Formenlehre nach Johannes Ittens Theorie.
Eine erste Einzelausstellung 1981 in der Städtischen Galerie im Lenbachhaus, München, machte Wilhelm Jaeger in Deutschland bekannt. Von nun an folgte eine regelmässige Ausstellungstätigkeit. 1983 stellte Wilhelm Jaeger in London zusammen mit Max Bill, Camille Graeser und Gottfried Honegger aus.
In der zweiten Hälfte der 1980er Jahre malte Jaeger Themen wie Stalltüren, Tore, Portale, Säulen und statuenhafte Menschendarstellungen. Gegen Ende der 1980er Jahre wurden seine Bilder von aggressiven Grundfarben, Schwarz, viel Anthrazit und Weiss beherrscht.
Jaeger zog 1996 nach Osogna im Tessin. Er beschäftigte sich mit religiösen Themen. Im Zyklus XXIV erweiterte er seine eigene Zeichensprache durch Symbole der christlichen Ikonographie: Kelche, Adler, Engel, Kreuz, Adam und Eva. Seine Farbpalette veränderte sich: Erdtöne, Elfenbein, Siena, Ocker, Olivgrün und Stahlblau mischen sich zu einem mediterranen Klang.
Im Jahre 2000 eröffnete Wilhelm Jaeger sein eigenes Museum im Palazzo Lenti in Noci/Apulien. Während zweier Jahre lebte Wilhelm Jaeger auf Lanzarote, Spanien. In den Jahren 2003–2005 entstanden im Kanton Glarus Bilder nach Otto Meyer-Amden.
Ab 2006 lebte und arbeitete Wilhelm Jaeger im Atelier von Max Gubler, dem Bruder seines einstigen Lehrers Ernst Gubler, in Unterengstringen. Seit Frühling 2014 lebt Wilhelm Jaeger in Murg am Walensee.

## Werk
Das Werk von Wilhelm Jaeger gliedert sich in vier grosse Werkgruppen: Jugendwerk und Studienjahre, Orte und Ortsbestimmungen, antike und christliche Mythologie, Kubus-Pfahl-Figur mit den Untergruppen Grenzbereiche und Konstruktive Elemente.

## Einzelausstellungen in Museen
- 1981 Städtische Galerie im Lenbachhaus, Kunstforum München Ausstellung vom 6. März bis 28. März
- 1982 Kunsthalle Dominikanerkirche, Osnabrück
- 1986 Aargauer Kunsthaus, Aarau Ausstellung vom 22. März bis 27. April
- 1987 Kunsthalle Mannheim Ausstellung vom 14. März bis 3. Mai
- 1987 Städtisches Museum, Gelsenkirchen Ausstellung vom 5. Juli bis 30. August
- 1987 Museum Bochum Ausstellung vom 11. Juli bis 30. August
- 1987 Kunstmuseum Thun Ausstellung vom 24. September bis 8. November
- 1988 Städtische Kunstsammlung, Augsburg Ausstellung vom 26. Februar bis 13. April
- 1990 Ulmer Museum, Ulm Ausstellung vom 21. Januar bis 18. Februar
- 1990 Kunstverein Konstanz Ausstellung vom 10. März bis 14. April
- 1990 Kunsthaus Glarus Ausstellung vom 28. April bis 17. Juni
- 1990 Le Manoir de la Ville de Martigny, Martigny Ausstellung vom 7. Oktober bis 4. November
- 2005/06 Museum Amden Ausstellung vom 3. Dezember 2005 bis 26. März

## Gruppenausstellungen in Museen
- 1975 Kunsthaus Zürich
- 1976 Kunstgewerbemuseum, Zürich / Palais de Beaulieu, Lausanne
- 1978 Palais de Beaulieu, Lausanne / Helmhaus, Zürich
- 1979 Helmhaus Zürich
- 1981 Biennale, Delémont
- 1982 Kunsthaus Zürich
- 1984/85 Kunsthaus Zürich / Neue Galerie am Landesmuseum Joanneum, Graz
- 1985 Rheinisches Landesmuseum, Bonn
- 1986 Museum van Bommel van Dam, Venlo NL / Kunstmuseum Thun
- 1988 6. Biennale der Schweizer Kunst, St. Gallen
- 1992 Lütze Museum, Galerie der Stadt Sindelfingen / Museum van Bommel van Dam, Venlo NL
- 1993 Ludwig Forum für Internationale Kunst, Aachen / Galerie Stadt Sindelfingen, D / Kulturzentrum Bayer AG, Leverkusen
- 1994/95 Kunsthalle Dominikanerkirche, Osnabrück / Kunstamt Kreuzberg, Berlin / Kunstmuseum Thun / Städtische Galerie Jesuitenkirche, Aschaffenburg / Landesmuseum Mainz / Ludwig Forum für internationale Kunst, Aachen / Kulturzentrum Bayer AG, Leverkusen
- 1995 Zeppelin-Museum, Friedrichshafen  / Kunstmuseum Thun
- 1996/97 Museum Moderner Kunst, Passau
- 1998/99 Kunstmuseum Thun
- 2000 Musée Suisse, Schwyz / Kunsthaus Allgäu, Weitnau
- 2001 Europäisches Kulturforum, Insel Mainau
- 2003 Romantik in der Moderne, Stadtgalerie in der Ludwigskaserne Dillingen a. d. Donau

## Ausstellungen in öffentlichen Sammlungen und Museen
- Museum Städtische Galerie im Lenbachhaus, München: Ortsbestimmung 31, 1987
- Aargauer Kunsthaus, Aarau: Grenzbereich 50, 1984
- Kunstmuseum Thun: Grenzbereich 20, 1980 / Inv. 3538, Grenzbereich 3, 1977 / Inv. 3537
- Ulmer Museum, Ulm: Bewegungsgesetz 1b, 1989 / Inv. Nr. A.I. 1990.9299
- Kunsthalle Mannheim: Grenzbereich 36, 1979/1984
- Städtisches Museum Gelsenkirchen: Ortsbestimmung 27, 1986, Ortsbestimmung 28, 1986
- Museum Bochum: Grenzbereich 1, 1977, Grenzbereich 17, 1980
- Kunstsammlung Stadt Zürich

## Ausstellungen in Institutionen
- Europäisches Kulturforum, Mainau
- Kunstsammlung der Stadt Zürich
- Palazzo Comunale, Noci
- Sammlung Julius Bär, Zürich
- Creative Area Hongkong
- Kunstverein Braunschweig Ausstellung vom 7. August bis 20. September 1981
- Arte RAB GmbH
- Sammlung Citibank, Zürich: Bentota Beach, 1976, Las Vegas Strip, 1975, Situation 1-3, 1976, Tennis Stroke Master ,1975, Tennis Stroke Master B, C, D, E, 1976
- Sammlung Schweizer Nationalversicherung, Basel: Antike a, 1977, Antike m, 1977, Brief 136, 1980
- Sammlung Prof. Dr. Axel Hinrich Murken: Antike 13, 1977, Die allmächtige Zeit, 1977/81, Judith, 1977/82, Antike Szene, 1980

## Ausstellungen in Privatsammlungen
- Sammlung Murken, Herzogenrath
- Sammlung Joma
- René Bernhard: Grenzbereich 8C, 1984, Konstruktive Elemente 96, 1988, Konstruktive Elemente K, 1984, Arbeiten aus: Zyklus XXXII, XXXIIa, XXXIV und Zeichnungen, Zeichnungen aus: Hibiskus 3, Bougainville I, die Werkstatt des Bildhauers

## Europaweite Wanderausstellung Meisterwerke aus der Sammlung Murken
- 1984/85 Neue Galerie am Landesmuseum Joanneum, Graz
- 1985/86 Kunstmuseum Thun / Rheinisches Landesmuseum, Bonn, D
- 1992 Museum van Bommel van Dam, Venlo, NL
- 1993 Galerie Stadt Sindelfingen, D
- 1994 Ludwig Forum für internationale Kunst, Aachen / Kulturzentrum Bayer AG, Leverkusen / Kunsthalle Dominikanerkirche, Osnabrück / Kunstamt, Kreuzberg, Berlin / Kunstmuseum Thun / Städtische Galerie Jesuitenkirche, Aschaffenburg
- 1994/95 Landesmuseum Mainz
- 1995 Kunstmuseum Thun, Zeppelinmuseum Technik & Kunst Friedrichshafen
- 1996/97 Museum Moderner Kunst, Passau
- 1998/99 Kunstmuseum Thun
- 2003 Romantik in der Moderne, Stadtgalerie in der Ludwigskaserne Dillingen a. d. Donau

## Auszeichnungen / Stipendien
- 1976 Eidgenössisches Kunststipendium: Höchste Auszeichnung für die Zeichnung
- 1978 Eidgenössisches Kunststipendium: Höchste Auszeichnung für die Malerei und Installationen
- 1981 Stipendium der Steo-Stiftung
- 2005 Atelierstipendium Kulturförderung Graubünden